# Witelo

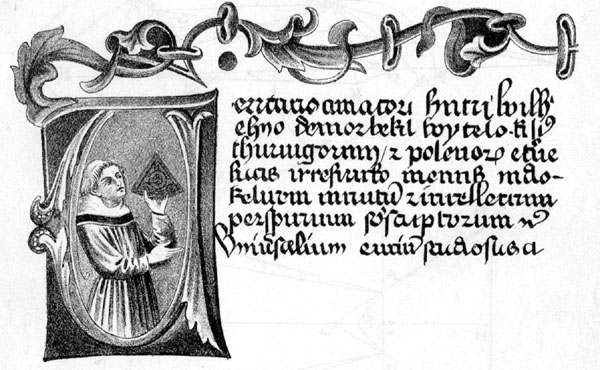
En sida ur manuskriptet till Perspectiva med ett miniatyrporträtt av författaren.

Witelo  (också känd som Erazmus Ciołek Witelo; Witelon; Vitellio; Vitello; Vitello Thuringopolonis; Vitulon; Erazm Ciołek), född omkring 1230 vid Breslau, var en polsk filosof.
Witold studerade i Italien och återvände senare till sitt hemland, där han troligen dog i klostret Witow. Han skrev verket Perspectiva (utgivet redan 1535), en optik i huvudsak byggd på ett arbete av den arabiska filosofen Alhazen, men är av stor betydelse då de spekulativa betraktelserna och läran om själens väsen och förmågor träder i bakgrunden och att metoden påminner om senare tiders psykologi. Verket har även vetenskaplig betydelse och väckte sedermera Johannes Keplers intresse. Witelo var starkt påverkad av den nyplatoniska naturfilosofin, som från araberna på den tiden nådde Europa.